# Termin zapadalności
Termin zapadalności – w dziedzinie ekonomii termin oznaczający dzień w którym dłużnik powinien uregulować swoje zobowiązanie wobec wierzyciela. Termin jest określony w umowie którą zawierają strony.